# Aldo Pagani
Pour les articles homonymes, voir Pagani (homonymie).
Aldo Pagani (3 juillet 1932 à Saronno, 24 mai 2019 à Côme) est un musicien, compositeur et producteur de disque italien.

## Biographie

### Les débuts et la tournée avec Renato Carosone
Aldo Pagani a étudié au Conservatoire Giuseppe Verdi de Milan, où il s'est spécialisé en accordéon, vibraphone, marimba et piano. Pendant son service militaire, il devient premier tambour de la fanfare de la Marina Militare Italiana. Après le service, il commence à jouer dans les clubs milanais. Il forme son premier quatuor, puis en 1956 un trio avec Tony De Vita et Marcello Minerbi. Dans les années 1950, il devient membre permanent des groupes de Renato Carosone et Domenico Modugno en tant que vibraphoniste et joueur de marimba. Avec Carosone, il entame un tour du monde qui l'emmène en Amérique. Il realise une prestation télévisée historique en direct à La Havane, à Cuba. En tournée, il tombe amoureux des rythmes sud-américains et décide de se consacrer également à la production d'autres artistes.

### Les premières maisons de disques, les festivals
Il fonde ses premières maisons de disques, et au fil des années il devient producteur et éditeur de Angela (it) (qu'il épousera),  Stanley Moore, The Slickers, Mino Reitano, Augusto Martelli, Milva, Gerry Mulligan, Morris Albert , Benito Di Paula, Tullio De Piscopo, Aldemaro Romero et Astor Piazzolla. Il est également directeur artistique de certains festivals internationaux, dont le sud-américain Onda Nueva, contributeur à des magazines spécialisés et organisateur d'événements et de récompenses musicales.

### Collaboration avec Astor Piazzolla
Aldo Pagani et Astor Piazzolla se sont rencontrés pour la première fois en 1960 à Milan, présenté par le Maestro Aldo Maietti, artiste produit par Pagani lui-même. La rencontre se répétera 4 ans plus tard à Buenos Aires. En 1974, Piazzolla signe un contrat avec Pagani qui devient, à partir de ce moment et jusqu'à la mort du maestro argentin, son manager et producteur. Il commence alors une période d'intense activité de travail, qui conduit Piazzolla à une renommée mondiale et à son couronnement comme roi du tango et du tango nuevo. Sous la direction artistique d'Aldo Pagani, l'argentin compose et publie ses plus grands tubes, tels que Libertango et Oblivion, devenus des classiques du genre. Pagani le fait jouer à la Rai avec Mina et au Festivalbar, ainsi que l'organisation de nombreux concerts dans les villes européennes les plus importantes, notamment Paris et Rome. En 1974, Pagani fait collaborer Piazzolla avec le saxophoniste de jazz Gerry Mulligan, enregistrant l'album Summit - Reunión cumbre, enregistré au Mondial Sound Studios de Milan.